# Outeiro (Codeso)
O Outeiro és una localitat gallega situada a la parròquia de Codeso, a la municipalitat de Boqueixón, província de La Corunya, Galícia.

## Demografia
| Gràfica d'evolució demogràfica de O Outeiro entre 2011 i 2018 |
|                                                               |